# Station Nędza
Station Nędza is een spoorwegstation in de Poolse plaats Nędza.